# 綾部健太郎

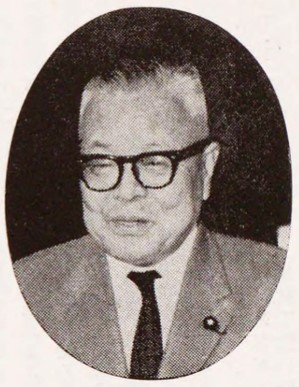
綾部健太郎

綾部 健太郎（あやべ けんたろう、1890年〈明治23年〉9月6日 - 1972年〈昭和47年〉3月24日）は日本の政治家。位階は正三位。勲等は勲一等。衆議院議員（7期）、衆議院議長（第53代）、運輸大臣（第29・30代）。香川県出身（出生地および選挙区は大分県）。杵築市名誉市民。

## 来歴・人物
戦前は立憲政友会に所属。1939年の政友会分裂に際しては正統派（久原房之助総裁）に与した。大政翼賛会発足による政党解消後は翼賛議員同盟、翼賛政治会、大日本政治会に所属した。
終戦後の1945年11月、旧日政会系の日本進歩党結党に参加。日政会を母胎にしたとはいえ進歩党所属議員の大半は政党解消以前は立憲民政党・政友会革新派・政友会統一派に所属しており、政友会正統派に所属していた議員で進歩党結党に参加した者は綾部以外では猪野毛利栄、西川貞一、依光好秋、高畠亀太郎、中井一夫、三善信房の6名のみである。また綾部と同じく戦前政友会正統派に所属していた三土忠造は進歩党と連携し、進歩党が与党となった幣原内閣にも入閣したが、進歩党の結党自体には参加しなかった。その後公職追放となる。追放中の1948年、梅林組に対する融資問題で衆議院不当財産取引調査特別委員会に証人喚問された。
戦後、公職追放解除後はしばらく元外務大臣で戦前には衆議院に議席がなかった重光葵の政界入りのために自分の選挙地盤を譲って支援に回ったため国政から離れるが、重光の死後、自由民主党から国政復帰。藤山派に所属し、総参謀格として重きをなす。1966年衆議院議長に就任。恬淡とした人柄で野党にも評価された。
作家の菊池寛とは旧制高松中学（現香川県立高松高等学校）以来の親友。映画『末は博士か大臣か』（1963年大映/監督島耕二、主演フランキー堺）のモデル。
1957年10月、杵築市に旧市役所用地を提供した。これにより1959年5月7日紺綬褒章受章、功績顕著として木杯一組を賜った。

## 年譜
- 1890年9月6日 - 大分県速見郡、のちの杵築町（現杵築市）に出生[8]。少年時代は香川県で過ごす。
- 1916年 - 京都帝国大学法学部卒業[6]。山口銀行（三菱UFJ銀行の前身行の一つ）、信越電力などに勤務。のち、東京電気工務所（現・東京エネシス）、東急エビス産業（現・日本農産工業）の社長を務める[6]。
- 1932年 - 第18回衆議院議員総選挙に政友会公認で立候補し初当選。以後当選7回[9]（戦前4回、戦後3回）。
- 1939年 - 平沼内閣厚生参与官。政友会の分裂に際し、久原房之助や鳩山一郎とともに正統派（久原派）に属する。
- 1945年 - 鈴木貫太郎内閣海軍政務次官。海軍省顧問をしていた藤山愛一郎と知り合う。終戦後、日本進歩党の結党に参加。
- 1946年 - 戦時中に大政翼賛会総務を務めるなどしていたため公職追放。追放期間中は東京急行電鉄取締役、東急文化会館社長などを務める。
- 1951年 - 公職追放解除。その後改進党大分県連幹事長として、同じく追放を解除された重光葵の政界復帰を支援する。
- 1958年 - 衆議院議員選挙に5回目の当選。中央政界に復帰。
- 1961年 - 裁判官弾劾裁判所裁判長。
- 1962年 - 第2次池田内閣運輸大臣。杵築市名誉市民[10]
- 1963年：新東京国際空港建設候補地の選定（富里空港案）に携わる（→成田空港問題）。第3次池田内閣においても運輸大臣を継続。
- 1965年4月 - 春の叙勲で勲三等から勲一等に叙され、瑞宝章を受章する[10][11]
- 1966年12月3日 - 衆議院議長に就任[12]するが、同月27日に衆議院解散[13]。
- 1967年 - 新人の佐藤文生初当選のあおりを受け、第31回衆議院議員総選挙に落選[14]。その後、日本鉄道建設公団総裁に就任[1]。
- 1972年3月24日 - 閉塞性黄疸のため、東京都新宿区の東京電力病院で死去した[15]。81歳没。同日、特旨を以て位四級を追陞され、死没日付をもって正五位から正三位に叙され、旭日大綬章を追贈された[16]。

## 演じた俳優
- 船越英二（『末は博士か大臣か』、1963年）